# Sergio Castaño
Sergio Castaño Ortega (Dos Hermanas, 2 de febrero de 1982) era un jugador profesional del fútbol español. Jugaba en la demarcación de mediocentro defensivo aunque también podía hacerlo en el centro de la defensa.

## Biografía
Nacido en Dos Hermanas (España) el 2 de febrero de 1982. Mide 1'82m y pesa 77kg.

## Trayectoria deportiva
Sergio Castaño comenzó su carrera deportiva en la Peña Dep. Rociera. Tras el paso por el equipo de su barrio, pasó a formar parte de las categorías inferiores del Sevilla FC, equipo en el que se formó como futbolista y en el que se convierte en una de las promesas del conjunto hispalense. En el verano de 2003 varios equipos se interesan por él y aunque el Real Betis lucha por ficharlo y robarle un jugador de la cantera a su eterno rival, Sergio Castaño llega a un acuerdo con el Real Zaragoza para jugar en su equipo filial.
Con el Zaragoza B llega a disputar una fase de ascenso a Segunda División aunque su equipo cae eliminado ante el Real Madrid Castilla. Mientras permanece en la disciplina maña también tiene la oportunidad de tomar parte en alguna convocatoria del primer equipo aunque su debut en Primera División no se llega a producir. Tras dos temporadas en el Real Zaragoza, decide cambiar de aires y ficha por el Xerez Deportivo, equipo con el que debuta en Segunda División. En la temporada 2005-06 juega sus primeros minutos en la división de plata y en su primer año con el equipo xerecista actúa en 28 partidos, 23 de ellos como titular, y logra marcar dos goles. En su segunda temporada con el equipo azulino no tiene tanta suerte debido a la poca confianza que muestra su entrenador en él y a alguna que otra lesión que sufre. Toma parte en un total de 13 partidos, 6 de ellos como titular, y logra anotar un tanto que la afición guarda con muy buen recuerdo, ya que el gol lo consigue ante el Cádiz CF, el máximo rival del equipo xerecista, y que sirve para derrotarlos.
El 30 de junio de 2007 finaliza su contrato y el Xerez Deportivo decide no contar con sus servicios. El Pontevedra CF llega pronto a un acuerdo con Sergio Castaño por el que el futbolista jugará tres temporadas en el conjunto granate con la intención de regresar a Segunda División de la mano de su nuevo equipo.
- Datos: Q3390252